# Іванківські липи
Іванківські липи — ботанічна пам'ятка природи місцевого значення в Україні. Зростають на околиці села Іванків Скала-Подільської селищної громади Чортківського району Тернопільської області.
Площа — 0,2 га. Оголошені об'єктом природно-заповідного фонду рішенням Тернопільської обласної ради від 18 березня 1994 року. Перебувають у віданні Борщівського районного державного дорожнього підприємства. 
Під охороною — 8 дерев липи віком понад 120 років і діаметрами 137, 166, 137, 107, 96, 188, 119, 130 см, що мають науково-пізнавальну, історичну та естетичну цінність.